# جوتي إسباداس
جوتي إسباداس (بالإسبانية: Guty Espadas)‏ مواليد 20 ديسمبر 1954 في ماردة، ولاية يوكاتان، المكسيك، هو ملاكم محترف مكسيكي معتزل يصنف ضمن فئة الوزن الخفيف. حقق بطولة رابطة الملاكمة العالمية.

## إحصائيات
خاض خلال مسيرته 50 نزالا، فاز في 39 وتعادل في 5 وخسر في 6. فاز بالضربة القاضية في 28 نزالا.

## روابط خارجية
- جوتي إسباداس على موقع بوكس ريك (الإنجليزية) (registration required)